# Landesregierung Niederl I
Die Landesregierung Niederl I wurde nach dem Tod des Landeshauptmanns Josef Krainer senior, der im Amt starb, am 10. Dezember 1971 gewählt. Die Landesregierung von Friedrich Niederl bestand bis zu seiner Wiederwahl am 12. November 1974. Gemäß Proporzsystem wurden neben den fünf ÖVP-Mandaten vier SPÖ-Mandate vergeben.

## Regierungsmitglieder
| Amt                            | Name                 | Partei | Ressorts |
| ------------------------------ | -------------------- | ------ | -------- |
| Landeshauptmann                | Friedrich Niederl    | ÖVP    |          |
| Landeshauptmann-Stellvertreter | Adalbert Sebastian   | SPÖ    |          |
| Landeshauptmann-Stellvertreter | Franz Wegart         | ÖVP    |          |
| Landesrat                      | Kurt Jungwirth       | ÖVP    |          |
| Landesrat                      | Anton Peltzmann      | ÖVP    |          |
| Landesrat                      | Christoph Klauser    | SPÖ    |          |
| Landesrat                      | Hannes Bammer        | SPÖ    |          |
| Landesrat                      | Josef Gruber         | SPÖ    |          |
| Landesrat                      | Josef Krainer junior | ÖVP    |          |